# 북아일랜드 여자 축구 국가대표팀
북아일랜드 여자 축구 국가대표팀은 북아일랜드를 대표하는 여자 축구 대표팀으로 북아일랜드 축구 협회에서 운영한다. 1973년 9월 7일 잉글랜드와의 국제 경기 데뷔전에서 1-5로 대패했으며 FIFA 여자 월드컵과 올림픽 축구 본선에는 단 한번도 출전한 적이 없다.

## 국제 대회 경력

### UEFA 유럽 여자 축구 선수권 대회
UEFA 여자 유로 2022 예선에서 4승 2무 2패로 노르웨이에 이어 C조 2위로 플레이오프에 진출했고 플레이오프에서 우크라이나를 꺾고 여자 월드컵과 여자 유로 대회를 통틀어 사상 첫 메이저 대회 본선에 진출했다.

### 알가르브컵·키프로스컵
알가르브컵에는 2번, 키프로스컵에는 3번 출전했지만 5번의 대회에서 모두 하위권을 맴도는데 그쳤다.

## 성적

### FIFA 여자 월드컵
- 1991년: 예선 탈락
- 1995년: 불참
- 1999년: 불참
- 2003년: 불참
- 2007년: 예선 탈락
- 2011년: 예선 탈락
- 2015년: 예선 탈락
- 2019년: 예선 탈락

### UEFA 유럽 여자 축구 선수권 대회
- 1984년~1987년: 예선 탈락
- 1989년: 불참
- 1991년: 예선 탈락
- 1993년~2005년: 불참
- 2009년~2017년: 예선 탈락
- 2022년: 본선 진출

## 같이 보기
- 북아일랜드 축구 국가대표팀